# ادام لیسوسکی
ادام لیسوسکی (انگلیسی: Adam Lisewski؛ ۲۰ فوریهٔ ۱۹۴۴ - ۲۳ فوریهٔ ۲۰۲۳) ورزشکار شمشیربازی اهل لهستان بود.
وی در مسابقات کشوری و بین‌المللی در مجموع برندهٔ ۱ مدال برنز شده بود.